# Albert Veliki
Albert Veliki (latinsko Albertus Magnus), tudi Albert iz Bollstadta in Albert Kölnski, s častnim nazivom doctor universalis, nemški filozof, teolog, glasbenik teoretik, kemik, škof in svetnik, * 1193, Lauingen, Bavarska, Nemčija, † 15. november 1280, Köln.
Albert Veliki je bil dominikanski menih, ki je postal znan zaradi vsesplošnega znanja in prizadevanja za mirno sobivanje znanosti in religije.
Velja za enega najvplivnejših nemških filozofov in teologov srednjega veka. Bil je prvi srednjeveški učenjak, ki je uporabil Aristotelovo filozofijo za razlaganje krščanstva. Rimskokatoliška cerkev ga je počastila z nazivom cerkveni učitelj. Zgodovinsko gledano je en redkih učenjakov z vzdevkom »Veliki«.